# 단편화 제거

조각이 난 다음 이러한 파편을 제거하는 방식을 시각화한 모습

컴퓨터 시스템을 관리하는 환경에서 단편화 제거(문화어: 디스크최량화, 조각모음)는 기억 장치 위의 파일 시스템의 단편화된 양을 줄이는 작업을 말한다. 물리적으로 디스크의 내용을 다시 정리하여 각 파일을 연속적으로 붙이면서 이러한 작업을 수행할 수 있다.
기본적인 단편화 제거 방법은 통합과 집약 기법이 있으며, 일부 단편화 제거 프로그램은 자주 접근하는 조그마한 파일들을 단일 디렉터리 안에 유지시키기도 한다.

## 문제

### 이동할 수 없는 파일
특히 스왑 파일과 같이 이동할 수 없는 시스템 파일은 단편화 제거를 방해할 수 있다. 이러한 파일들은 운영 체제가 사용 중이 아닐 때 안전하게 이동할 수 있다. 이를테면, ntfsresize는 이러한 파일을 이동하여 NTFS 파티션의 크기를 조절한다.

### 단편화 형성
디스크가 너무 많이 조각이 나 있을 경우 시스템이 견딜 수 없을 지경까지 이른다. 이 경우 주기적인 단편화 제거를 통해 디스크의 성능을 최대한 유지시키고 단편화로 인한 과도한 오버헤드 문제를 막을 수 있다.

## 메모리 단편화 제거
- 프레임 기법

## 운영 체제에 따른 단편화 제거 도구
- 도스, 윈도우 9x

도스 6.x, 윈도 9x 계열 운영 체제는 FAT 파일시스템을 지원한다. 도스 6.x 이전에는 운영 체제와 함께 기본 제공되는 단편화 제거 도구가 없었기 때문에, 사용자들은 노턴 스피드디스크 등의 도구를 사용하였다. 이후 도스 6.x과 윈도 9x는 디프래그(Defrag)라는 단편화 제거 도구를 기본 제공한다. 디프래그의 도스 버전은 노턴 스피드디스크의 기능 제약판이며, 윈도 버전은 디스키퍼로부터 사용 권한을 얻은 것이다.
- 윈도우 2000, 윈도우 XP

윈도우 2000, 윈도우 XP은 NTFS와 FAT 파일 시스템을 모두 지원하며, 디스키퍼 기반의 디스크 조각 모음 도구를 제공한다. 윈도 NT 4 이하 버전에는 내장된 단편화 제거 도구가 없다.
- 리눅스

리눅스는 다양한 배포판이 존재하기 때문에 경우에 따라 다르다. 대체로 리눅스 배포판에서 조각 모음 도구를 별도로 제공하지 않는다. 그 이유는 리눅스의 대표적인 파일 시스템인 Ext의 구조가 조각 모음을 요구하지 않을 정도로 조각이 날 확률이 낮기 때문이다. 그러나 일부 개발자들은 리눅스용 조각 모음 도구를 별도로 개발하기도 한다.
- 맥 OS10

운영 체제에 사용자가 실행할 수 있는 응용 프로그램 형태의 단편화 제거 도구는 제공되지 않는다. 단, 사용자가 20MiB 보다 크기가 작은 파일이나 8개 이상으로 조각난 파일의 경우 해당 파일을 열 때 자동으로 단편화가 제거된다. 애플에서는 사용자에 의한 단편화 제거를 권장하지 않는다.

## 같이 보기
- 단편화